# Alberts Kviesis
Alberts Kviesis (né le 22 décembre 1881 à Tervete, Lettonie - décédé le 9 août 1944) est un homme politique letton.

## Biographie
Après avoir étudié le droit à l'université de Tartu (Estonie) et obtenu son diplôme en 1907, il devient avocat. Kviesis est un membre du Conseil National du peuple letton (Tautas Padome) qui proclame l'indépendance de la Lettonie, le 18 novembre 1918. 
Après l'indépendance, il devient membre du parlement (Saeima), ministre et orateur des députés de la Saeima.
Il est élu comme troisième président de la république de Lettonie en 1930 et réélu en 1933. Le 15 mai 1934, le ministre-président, Karlis Ulmanis, dissout le parlement et établi un régime autoritaire. Kviesis reste président jusqu'à la fin de son mandat en 1936, Ulmanis lui succède.
Alberts Kviesis est inhumé au cimetière de la Forêt à Riga.